# Szpigiel
Szpigiel – ustalenie stron, układ kolumn, schemat wydania (numeru) czasopisma. Szpigiel posiada wiele postaci od zwykłego tekstowego opisu kolejnych stron do tabeli o bardzo dużych polach. Służy w redakcji do organizacji pracy nad danym numerem czasopisma. W szpiglu ujmuje się najważniejsze rzeczy, takie jak:
- liczba stron i podział na strony widzące (sąsiednie, rozkładowe)
- numeracja stron
- podział na składki
- zaznaczenie stron czarno-białych, dwukolorowych, w pełni kolorowych itp.
- podział na działy tematyczne i położenie głównych artykułów (przydział artykułów na strony)
- stan zaawansowania prac (kolejne korekty, przekazanie do studia, przekazanie do drukarni)
- umiejscowienie w publikacji złożonego nierozciętego arkusza (plakat, mapa, diagram)

Szpigiel jest ogólną makietą całego numeru i nie należy go mylić z makietami poszczególnych stron. Szpigiel dotyczy zawartości merytorycznej (tematycznej, treściowej) i nie określa wyglądu stron.